# 320
Évszázadok: 3. század – 4. század – 5. század
Évtizedek: 270-es évek – 280-as évek – 290-es évek – 300-as évek – 310-es évek – 320-as évek – 330-as évek – 340-es évek – 350-es évek – 360-as évek – 370-es évek
Évek: 315 – 316 – 317 – 318 –  319 – 320 – 321 – 322 – 323 – 324 – 325

## Események

### Római Birodalom
- Constantinus császárt és fiát, II. Constantinust választják consulnak.
- A Gallia élére kinevezett Crispus (Constantinus idősebb fia) sikeres hadjáratot vezet a frankok ellen.
- Licinius császár felmondja a mediolanumi ediktumot és a birodalom keleti felében ismét üldözni kezdi a keresztényeket.
- Constantinus császár megkezdi a Szt. Péter-bazilika építését Rómában (hozzávetőleges időpont)

## Születések
- Constans, római császár
- Sextus Aurelius Victor, római történetíró
- Csin Csien-ven-ti, kínai császár
- Oribasziosz, görög orvos

## Halálozások
- a szebasztéi negyven vértanú
- Veronai Szent Proculus, Verona püspöke

## Fordítás
- Ez a szócikk részben vagy egészben  a(z)   320 című angol Wikipédia-szócikk ezen változatának fordításán alapul.  Az eredeti cikk szerkesztőit annak laptörténete sorolja fel. Ez a jelzés csupán a megfogalmazás eredetét és a szerzői jogokat jelzi, nem szolgál a cikkben szereplő információk forrásmegjelöléseként.